# Marian Oleksiak
 Marian Oleksiak  (ur. 2 lutego 1940 w Trzciance) – generał brygady Wojska Polskiego; dowódca 2 Brygady Artylerii (1978–1980); Attaché Obrony, Morski i Lotniczy przy Ambasadzie RP w Federacji Rosyjskiej (1997–2000).

## Życiorys
Marian Oleksiak syn Mariana urodził się 2 lutego 1940 w Trzciance. Absolwent Technikum Budowlanego (1959). 
25 września 1959 rozpoczął studia jako podchorąży w Oficerskiej Szkole Artylerii w Toruniu, które ukończył jako prymus w 1962 i był mianowany na pierwszy stopień oficerski podporucznika. W 1963 ukończył kurs rakiet operacyjno – taktycznych w Orzyszu i otrzymał przydział służbowy do Choszczna, gdzie objął stanowisko kierownika sekcji przygotowania danych do startu rakiet, a następnie był pomocnikiem szefa sztabu w 16 dywizjonie artylerii. Od września 1968 był na stanowisko dowódcy baterii startowej w 16 da 2 Brygady Artylerii w Choszcznie. W latach 1969–1972 studiował w Akademii Sztabu Generalnego WP, którą ukończył z wyróżnieniem i po awansie na majora powrócił do Choszczna pełniąc dalej służbę w 2 Brygadzie Artylerii. W 1974 ukończył praktykę w Oddziale Operacyjnym Szefostwa Wojsk Rakietowych i Artylerii WP, po czym objął stanowisko dowódcy 17 dywizjonu artylerii. W latach 1976–1980 był szefem sztabu, a w roku 1978 objął funkcję dowódcy 2 Brygady Artylerii. 
W 1980 został skierowany na studia Akademii Sztabu Generalnego Sił Zbrojnych ZSRR i po ich ukończeniu objął w 1982 stanowisko zastępcy szefa Wojsk Rakietowych i Artylerii Warszawskiego Okręgu Wojskowego. W 1986 został wyznaczony na stanowisko szefa Oddziału Operacyjno–Rozpoznawczego w Dowództwie Wojsk Rakietowych i Artylerii Zarządu Szkolenia Bojowego WP. W 1992 objął funkcję zastępcy szefa Zarządu Operacyjno–Strategicznego w Sztabu Generalnego WP. 8 maja 1995 mianowany na stopień generała brygady przez prezydenta RP Lecha Wałęsę, następnie został szefem Zarządu Kadr Sztabu Generalnego WP. Od kwietnia 1997 był Attaché Obrony, Morskim i Lotniczym przy Ambasadzie RP w Federacji Rosyjskiej. Po powrocie do kraju był przeniesiony do dyspozycji Ministra Obrony Narodowej. Z zawodowej służby wojskowej po 42 latach służby został zwolniony 2 lutego 2001. 15 sierpnia 2001 prezydent RP Aleksander Kwaśniewski uhonorował go specjalnym listem wraz z innymi generałami WP przechodzących w stan spoczynku. Na emeryturze był aktywnym członkiem Klubu Generałów i Admirałów Rzeczypospolitej Polskiej, przez cztery kadencje był członkiem Rady Klubu.

## Awanse

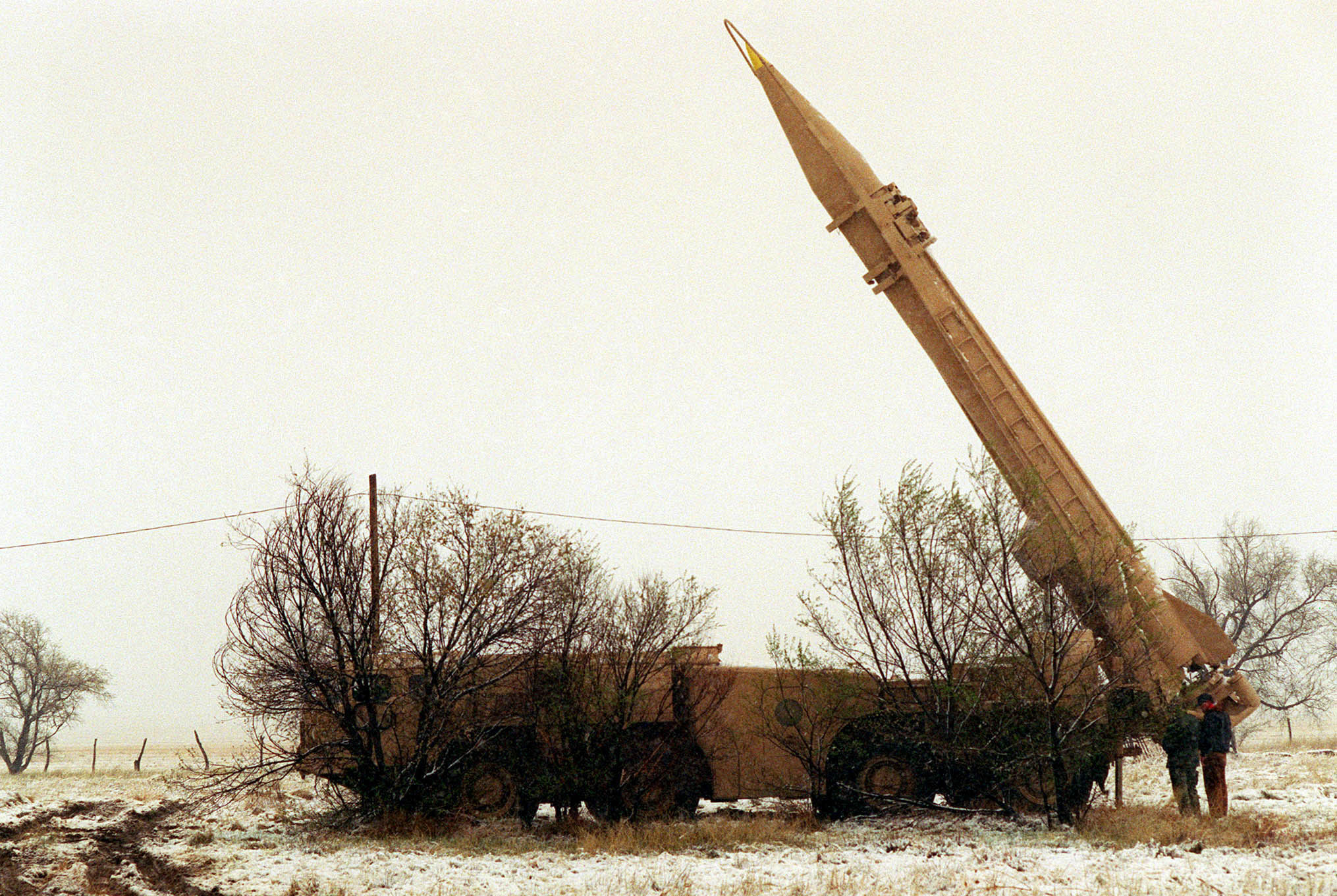
Szef sztabu i dowódca 2 BA (1976–1980)

## Awanse[5][2]
- podporucznik – 1962
- porucznik – 1965
- kapitan – 1969
- major – 1972

- podpułkownik – 1976
- pułkownik – 1980
- generał brygady – 1992

## Ordery, odznaczenia i wyróżnienia[6][2]
- Krzyż Oficerski Orderu Odrodzenia Polski – 1994[1]
- Krzyż Kawalerski Orderu Odrodzenia Polski
- Złoty Krzyż Zasługi
- Srebrny Krzyż Zasługi

i inne